# Борискино (Оренбургская область)
Борискино — село в Матвеевском районе Оренбургской области России. Входит в состав Тимошкинского сельсовета.

## География
Село находится в северо-западной части Оренбургской области, в пределах юго-западной оконечности Бугульминско-Белебеевской возвышенности, на берегах реки Камышлы, на расстоянии примерно 9 километров (по прямой) к юго-юго-востоку (SSE) от села Матвеевки, административного центра района. Абсолютная высота — 145 метров над уровнем моря.
Климат
Климат характеризуется как континентальный с морозной зимой и жарким летом. Среднегодовая температура составляет 2,3 — 2,9 °C. Средняя температура воздуха самого тёплого месяца (июля) — 19,4 — 20,2 °C (абсолютный максимум — 40 °C); самого холодного (января) — −15,3 — −14,7 °C (абсолютный минимум — −45 °C). Среднегодовое количество атмосферных осадков составляет 420—464 мм.
Часовой пояс
Село Борискино, как и вся Оренбургская область, находится в часовой зоне МСК+2. Смещение применяемого времени относительно UTC составляет +5:00.

## Население
| 2010 | 2012 | 2013 |
| ---- | ---- | ---- |
| 289  | ↘269 | ↘267 |

Гендерный состав
По данным Всероссийской переписи населения 2010 года в гендерной структуре населения мужчины составляли 43,3 %, женщины — соответственно 56,7 %.
Национальный состав
Согласно результатам переписи 2002 года, в национальной структуре населения мордва составляла 76 % из 417 чел.

## Фотогалерея
Этно-экспедицичное исследование и поездка в Россию Вяйсянена. Автор фото: Вяйсянен А. О., 1914 год
- Пруд на фоне церкви.
- Гуси в пруду.
- Эрзянский учитель народной школы Федянь Стёпа.
- Эрзянские девушки танцуют.
- Эрзянская семья Алексея Плаксина за столом. На столе самовар, хлеб, соль, яйца, сахар.